# Ernst Arthur Voretzsch

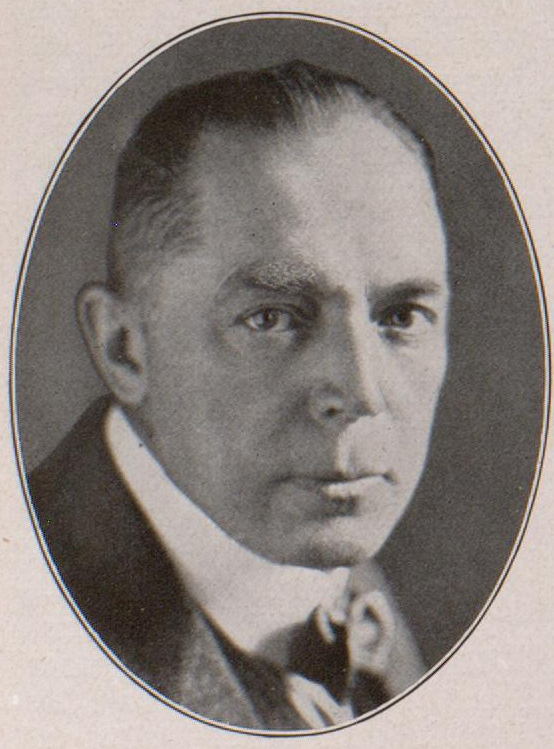
Ernst Arthur Voretzsch (um 1928)

Ernst Arthur Voretzsch (* 13. August 1868 in Lucka, Sachsen-Anhalt; † 18. Mai 1965 in Colmberg) war ein deutscher Diplomat.

## Leben
Voretzsch studierte Rechtswissenschaft an der Universität Göttingen. 1889 wurde er im Corps Saxonia Göttingen aktiv. Nach seinem Studienabschluss wurde er als Referendar eingesetzt und lernt in dieser Zeit das Pachtgebiet Kiautschou kennen. Im Jahre 1899 trat er in den Auswärtigen Dienst ein. Er wurde Vizekonsul in Kalkutta, Kristiania (Oslo) und Johannesburg. Konsul war er in Hongkong, Singapur, Bangkok, Shanghai, Hankow und Kristiania. Zur Weimarer Republik bezog er eine konsequent positive Haltung. Ab 1919 wurde er Handelsattaché, Geheimer Legationsrat und Geschäftsträger in Oslo. Ein Jahr später wechselte er als Gesandter nach Lissabon. Hier zeigte er bereits großes Interesse für die noch recht unbekannten portugiesischen Holzschnitzereien. Bei seinen Heimreisen brachte er erste Stücke dieser Kunstgattung mit nach Hause und baute sich damit eine Sammlung auf. In Mittelfranken erwarb er 1927 die Burg Colmberg, auf der er seine Sammlerstücke vorerst lagerte.
Am 25. April 1928 wurde Ernst Arthur Voretzsch zum deutschen Botschafter in Tokio ernannt und übernahm das Amt Ende Dezember. In Japan löste er den Botschafter Wilhelm Solf (1862–1936) ab. Das waren jedoch recht große Fußstapfen, die sein Vorgänger in Tokyo zurückließ. In seinen, während er Amtszeit angefertigten Berichten für Berlin nahm er immer wieder Bezug und suchte zugleich auch nach Erklärungen für das mangelnde Interesse Japans an den aktuellen Entwicklungen in Deutschland. Hierbei nahm er vor als Vergleichspunkt die Jahre unmittelbar nach dem Zerfall des deutschen Kaiserreichs. An einen dieser Berichte vermerkte ein nicht identifizierter Mitarbeiter des Auswärtigen Amtes, dass sich das ändern würde, sobald Deutschland wieder eine militärische Macht darstelle. Aber Voretzsch Interesse galt während seiner Amtsführung nicht den machtpolitischen Überlegungen in Tokyo oder Berlin. Ihn bewegte die chinesische, Japanische und auch die koreanische Kunst, die Kultur des Umgangs der asiatischen Menschen untereinander. Die von ihm zusammengetragene Sammlung an Kunstgegenständen aus diesen Regionen zählte mit zu den historischen Wertvollsten Sammlungen. Ende 1933 wurde er von dem Diplomaten Herbert von Dirksen (1882–1955) in Tokyo abgelöst.
Daraufhin trat Ernst Arthur Voretzsch 1933 in den Ruhestand und zog sich auf die Burg Colmberg in Mittelfranken zurück. In Bamberg gründete er 1937 ein Museum für Asiatische Kunst, das er bis 1959 leitete. Sein Nachlass befindet sich heute im Museum für Angewandte Kunst in Frankfurt am Main. Nach 1945 wurde er Spruchkammervorsitzender für den Landkreis Ansbach. Dabei galt er als einer der schärfsten Spruchkammervorsitzenden, der wie böse Zungen behaupten, wie ein Mandarin agiert habe. Zugleich wurde er Präsident des Kreisrates und durch seine Art zu agieren als „graue Eminenz“ eingeordnet. Er gehörte zu den Mitgründern der CSU. Für sein kunstgeschichtliches Engagement wurde er 1958 mit dem Ehrendoktor der Universität Erlangen als Dr. phil. h. c. honoriert.
Im Alter von 95 Jahren verstarb er am 18. Mai 1965.
Der Archäologe und Kirchenhistoriker Ernst Adalbert Voretzsch war sein Neffe.

## Schriften (Auswahl)
- Altes und Neues aus chinesischen Kunstgebieten, Nössler Verlag, Leipzig, Shanghei 1916;
- Führer durch eine Ausstellung chinesischer Gemälde : (Voretzsch, E. A.) ; Kunstindustriemuseum, Kristiania, 1919;
- Altchinesische Bronzen. Berlin: J. Springer, 1924.
- Herausgeber: Luís Fróis: Die Geschichte Japans (1549-1578). Leipzig : Verlag der Asia major, 1926.
- Relation du premier voyage des françois à la Chine : Fait en 1698, 1699 et 1700 sur le vaisseau "l'Amphitrite", gemeinsam mit Francois Froger, Asia major, Leipzig 1926;
- Ceylon zur Zeit des Königs Bhuvaneka Bāhu und Franz Xavers 1539–1552 : Quellen zur Geschichte der Portugiesen sowie der Franziskaner- und Jesuitenmission auf Ceylon, gemeinsam mit Georg Schurhammer, 1928;
- Führer durch das Museum für asiatische Kunst in Bamberg. Bamberg : Museum für asiatische Kunst, 1937.